# Princeton (Kentucky)
Princeton is een plaats (city) in de Amerikaanse staat Kentucky, en valt bestuurlijk gezien onder Caldwell County.

## Demografie
Bij de volkstelling in 2000 werd het aantal inwoners vastgesteld op 6536.
In 2006 is het aantal inwoners door het United States Census Bureau geschat op 6421, een daling van 115 (-1,8%).

## Geografie
Volgens het United States Census Bureau beslaat de plaats een oppervlakte van
23,6 km², geheel bestaande uit land.

## Plaatsen in de nabije omgeving
De onderstaande figuur toont nabijgelegen plaatsen in een straal van 28 km rond Princeton.